# 瓜破東
瓜破東（うりわりひがし）は、大阪府大阪市平野区にある町名。現行行政地名は瓜破東一丁目から瓜破東八丁目。

## 地理
平野区の南部に位置し、東に長吉長原西、西に瓜破、北に喜連東、川を挟んで南に瓜破南と接している。

### 河川
- 大和川

## 歴史

### 沿革
- 1974年（昭和49年）、大阪市東住吉区瓜破東之町・長吉長原町・長吉出戸町の各一部より、平野区瓜破東1 - 7丁目成立[5]。
- 1981年（昭和56年）、瓜破東之町の残余を編入し、瓜破東8丁目が成立[6]。

## 世帯数と人口
2024年（令和6年）9月30日現在（大阪市発表）の世帯数と人口は以下の通りである。
| 丁目         | 世帯数    | 人口    |
| ------------ | --------- | ------- |
| 瓜破東一丁目 | 997世帯   | 1,774人 |
| 瓜破東二丁目 | 2,249世帯 | 3,889人 |
| 瓜破東三丁目 | 677世帯   | 1,388人 |
| 瓜破東四丁目 | 776世帯   | 1,283人 |
| 瓜破東五丁目 | 277世帯   | 627人   |
| 瓜破東六丁目 | 103世帯   | 218人   |
| 瓜破東七丁目 | 23世帯    | 29人    |
| 瓜破東八丁目 | 410世帯   | 740人   |
| 計           | 5,512世帯 | 9,948人 |

### 人口の変遷
国勢調査による人口の推移。
| 1995年（平成7年）  | 13,091人 | [ 7 ]  |  |
| 2000年（平成12年） | 12,014人 | [ 8 ]  |  |
| 2005年（平成17年） | 11,793人 | [ 9 ]  |  |
| 2010年（平成22年） | 11,222人 | [ 10 ] |  |
| 2015年（平成27年） | 10,780人 | [ 11 ] |  |
| 2020年（令和2年）  | 10,080人 | [ 12 ] |  |

### 世帯数の変遷
国勢調査による世帯数の推移。
| 1995年（平成7年）  | 4,829世帯 | [ 7 ]  |  |
| 2000年（平成12年） | 4,696世帯 | [ 8 ]  |  |
| 2005年（平成17年） | 4,906世帯 | [ 9 ]  |  |
| 2010年（平成22年） | 4,866世帯 | [ 10 ] |  |
| 2015年（平成27年） | 4,882世帯 | [ 11 ] |  |
| 2020年（令和2年）  | 4,915世帯 | [ 12 ] |  |

## 学区
市立小・中学校に通う場合、学区は以下の通りとなる。なお、小学校・中学校入学時に学校選択制度を導入しており、通学区域以外に通学区域に隣接している小学校・平野区内にある中学校から選択することも可能。
| 丁目         | 番         | 小学校               | 中学校             |
| ------------ | ---------- | -------------------- | ------------------ |
| 瓜破東一丁目 | 全域       | 大阪市立瓜破東小学校 | 大阪市立瓜破中学校 |
| 瓜破東二丁目 | 全域       | 大阪市立瓜破東小学校 | 大阪市立瓜破中学校 |
| 瓜破東三丁目 | 全域       | 大阪市立瓜破小学校   | 大阪市立瓜破中学校 |
| 瓜破東四丁目 | 1番 4～6番 | 大阪市立瓜破東小学校 | 大阪市立瓜破中学校 |
| 瓜破東四丁目 | 2～3番     | 大阪市立瓜破小学校   | 大阪市立瓜破中学校 |
| 瓜破東五丁目 | 全域       | 大阪市立瓜破小学校   | 大阪市立瓜破中学校 |
| 瓜破東六丁目 | 1～2番     | 大阪市立瓜破小学校   | 大阪市立瓜破中学校 |
| 瓜破東六丁目 | 3番        | 大阪市立瓜破東小学校 | 大阪市立瓜破中学校 |
| 瓜破東七丁目 | 全域       | 大阪市立瓜破小学校   | 大阪市立瓜破中学校 |
| 瓜破東八丁目 | 全域       | 大阪市立瓜破小学校   | 大阪市立瓜破中学校 |

## 事業所
2021年（令和3年）現在の経済センサス調査による事業所数と従業員数は以下の通りである。
| 丁目         | 事業所数  | 従業員数 |
| ------------ | --------- | -------- |
| 瓜破東一丁目 | 30事業所  | 380人    |
| 瓜破東二丁目 | 54事業所  | 365人    |
| 瓜破東三丁目 | 30事業所  | 221人    |
| 瓜破東四丁目 | 29事業所  | 446人    |
| 瓜破東五丁目 | 22事業所  | 57人     |
| 瓜破東六丁目 | 10事業所  | 50人     |
| 瓜破東七丁目 | 6事業所   | 30人     |
| 瓜破東八丁目 | 25事業所  | 268人    |
| 計           | 206事業所 | 1,817人  |

## 交通

### バス
- 大阪シティバス[16]
  - 4号系統：喜連住宅前 - 瓜破東口
  - 14号系統：瓜破東口 → 喜連住宅前 …→… 瓜破霊園前 → 瓜破神社前 → 瓜破
  - 16号系統：瓜破東八丁目
  - 73号系統：瓜破東口

### 道路
- 大阪府道179号住吉八尾線（長居公園通）

## 施設
- 瓜破斎場・瓜破霊園
- 大阪市立瓜破東小学校
- 平野瓜破東郵便局[17]
- 敬正寺
- 安楽寺
- 武束家住宅主屋（国・登録文化財）
- 瓜破第一公園
- 瓜破下池公園
- 瓜破東北公園
- 瓜破東中公園
- 瓜破新池緑地北公園
- 瓜破新池緑地公園
- 瓜破新池緑地南公園

## 史跡
- 瓜破遺跡
- 花塚山古墳

## その他

### 日本郵便
- 〒547-0022[3]（集配局：平野郵便局[18]）